# A64 road
Die A64 road (englisch für Straße A64) ist eine teilweise als Primary route ausgewiesene Fernverkehrsstraße in England, die von Leeds über York nach Scarborough führt.

## Verlauf

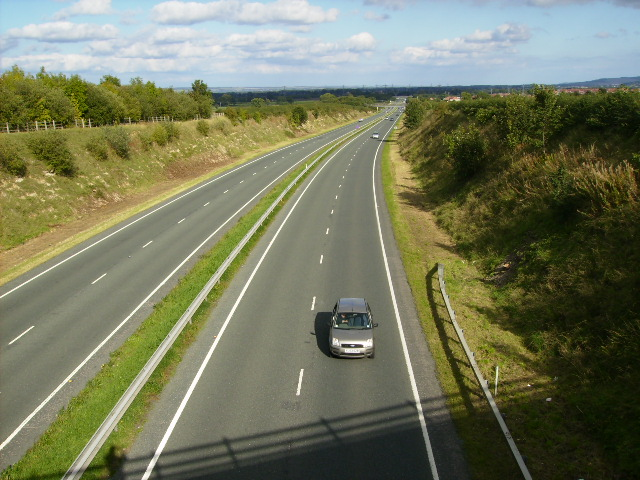
Malton bypass Richtung Osten (Aufnahme 2006)

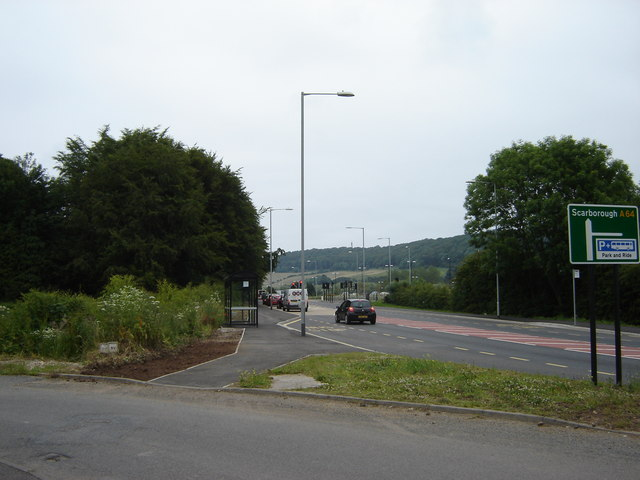
Zufahrt zum Park-and-Ride-Parkplatz in Scarborough (Aufnahme 2009)

Die Straße beginnt in Leeds als A64(M) road ihren Anfang, verläuft dann als primary road und abschnittsweise als dual carriageway nach Nordosten und kreuzt den A1(M) motorway bei dessen Anschluss junction 44, führt mindestens vierstreifig unter Umgehung von Tadcaster weiter nach Osten und umgeht York südlich und östlich auf einem bypass, kreuzt dabei die A19 road und wendet sich, großenteils nur zweistreifig angelegt, nach Nordosten. Sie umgeht mit getrennten Richtungsfahrbahnen Malton, führt in ostnordöstlicher Richtung weiter nach Staxton, biegt nach Norden ab und endet in Scarborough.